# Igrišće
Igrišće is een plaats in de gemeente Jakovlje in de Kroatische provincie Zagreb. De plaats telt 669 inwoners (2001).